# Synsepalum carrieanum
Synsepalum carrieanum är en tvåhjärtbladig växtart som först beskrevs av Marcel Marie Maurice Dubard, och fick sitt nu gällande namn av Jean Baptiste Louis Pierre och Ined. Synsepalum carrieanum ingår i släktet Synsepalum och familjen Sapotaceae.
Artens utbredningsområde är Kongo. Inga underarter finns listade i Catalogue of Life.